# Stadsbroek (Bredevoort)

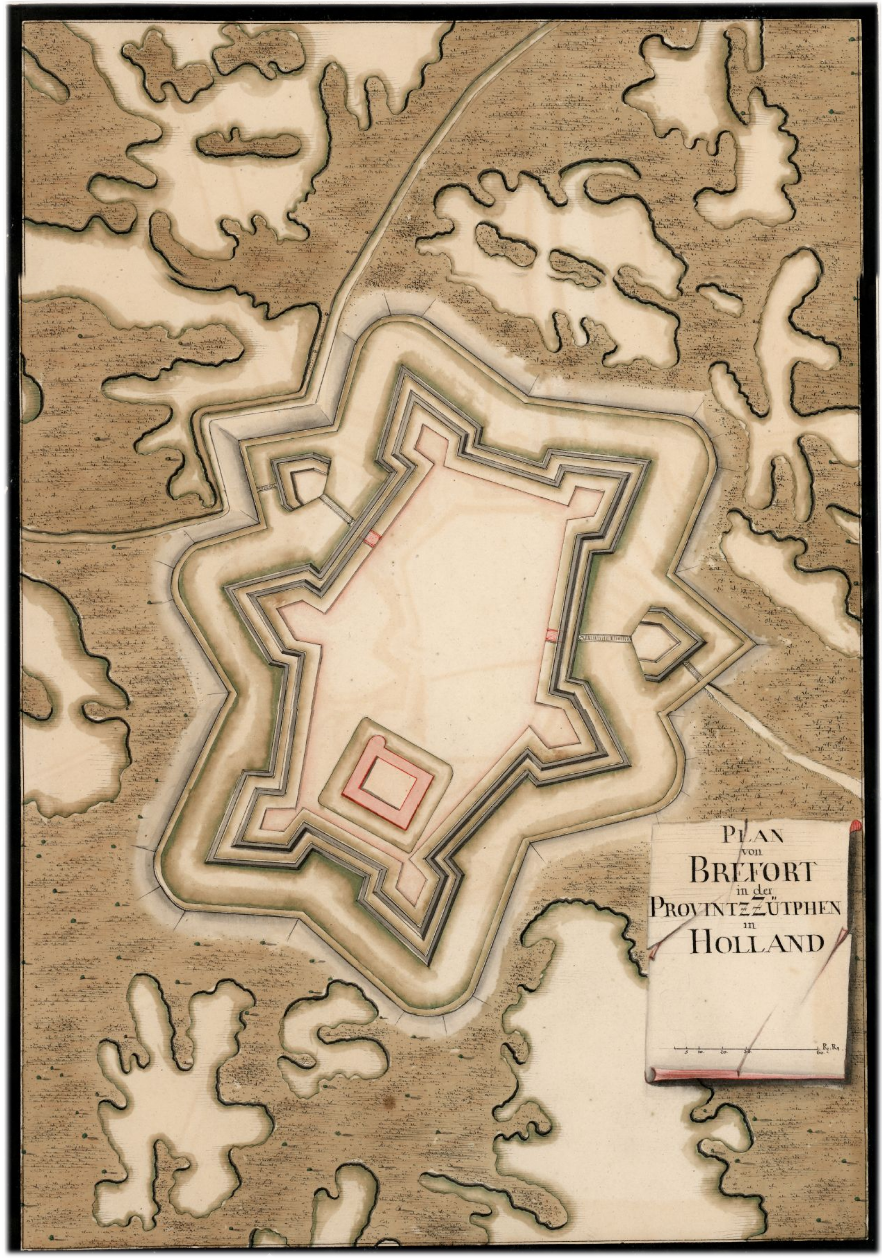
Bredevoort omgeven door moeras, het noorden is onder.

Stadsbroek is een gebied, woonwijk en straat in het noordoosten van het Gelderse Bredevoort in Nederland.

## Geschiedenis
Het gebied rondom de oude kern van Bredevoort was eeuwenlang moeras, hoogveen en broekland dat de vestingstad bescherming bood tegen de vijandelijke legers. Na de ontmanteling van de vestingwerken en de nodige wateroverlast werden in 1921 plannen gemaakt het gebied met een omvang van 600 hectare veengrond en 900 hectare weidegronden in het bezit van 300 eigenaren/eigengeërfden droog te leggen. Tijdens de hoge waterstand in de winter lag Bredevoort soms als een eiland in het water. Het ging om de gebieden Zwanenbroek, Bunninkgoor en de Zure Maat. De Slingebeek zou daartoe vanaf Aalten tot en met Miste verbreed en verdiept moeten worden. Ook de beken Veengoot, Schaarsbeek, Störtelersbeek en Pierikse Beek, die om het gebied liggen, moesten daarvoor verbeterd worden. Hiermee werd in 1923 begonnen. 
Na de ruilverkaveling van het gebied werd in de jaren 70 en 80 van de twintigste eeuw een groot gedeelte afgegraven ten behoeve van zandwinning, waardoor de Slingeplas ontstond. Deze plas heeft tevens een dubbele functie als overloopgebied. In het reductiereservoir kan ruim 1 miljoen m³ water worden opgevangen. Een deel werd ingericht als "sportpark 't Broock" en in gebruik genomen door SV Bredevoort, een gedeelte (Grote Goor) ingericht als natuurgebied, een ander deel kreeg bestemming woningbouw. Vanaf de jaren 70 verschenen daar de eerste huizen aan de nieuwe Roelvinkstraat en Bleekwal, vanaf de jaren 80 het gedeelte dat als straatnaam Stadsbroek heeft gekregen. In de daaropvolgende decennia kwam een kleine uitbreiding tot aan de dijken van de Slingeplas.
Ambthuiswal · Ambtshof · Bastionstraat · Bleekwal · Boterstraat · Frederik Hendrikstraat · Ganzenmarkt · Gasthuisstraat · Hozenstraat · Izermanstraat · Kerkstraat · Kleine Gracht · Kloosterdijk · Koppelstraat · Kruittorenstraat · Landstraat · Markt · Muizenstraat · Officierstraat · Pater Jan de Vriesstraat ·  Prins Mauritsstraat · Prinsenstraat · Roelvinkstraat · Stadsbroek · Stationsweg · Vismarkt · 't Walletje · 't Zand